# Evert Gunnarsson
Evert Gunnarsson   (Ljungskile, 28 de desembre de 1929 - Kungälv, 30 de novembre de 2022) és un remer suec, ja retirat, que va competir durant les dècades de 1940 i 1950.
Durant la seva carrera esportiva va prendre part en tres edicions dels Jocs Olímpics d'Estiu. El 1948 i 1952 quedà eliminat en sèries en les proves que disputà del programa rem, però el 1956, als Jocs de Melbourne, guanyà la medalla de plata en la prova de quatre amb timoner, formant equip amb Olle Larsson, Gösta Eriksson, Ivar Aronsson i Bertil Göransson. A banda, fou quart en la prova del vuit amb timoner.
En el seu palmarès també destaquen tres medalles al Campionat d'Europa de rem, una d'or el 1949 i dues de plata el 1955; quatre campionats mundials de veterans, vuit Campionats nòrdics i vint-i-cinc campionats nacionals.